# قطعات یک رؤیا (ترانه آناستازیا)
«قطعات یک رویا» تک‌آهنگی از هنرمند اهل ایالات متحده آمریکا آناستازیا است که در سال ۲۰۰۵ میلادی منتشر شد.